# Молодший брат
«Молодший брат» (англ. The Kid Brother) — американська німа комедійна мелодрама режисера Теда Вільде 1927 року. Після виходу у прокат фільм став успішним і популярним, та сьогодні вважається одним з найкращих фільмів Гарольда Ллойда серед критиків і шанувальників, завдяки вдалому поєднанню комедії, романтики, драми та розвитку персонажів. Сюжет є своєрідною даниною фільму 1921 року Tol'able David, хоча по суті він є римейком маловідомого фільму 1924 року The White Sheep, знятого Галом Роучем за участю Гленна Трайона.

## Сюжет
Впливова сім'я Гікорі користується повагою в типовому маленькому американському містечку Гікорівілль. Батько багатодітної сім'ї Джим Гікорі є шерифом цього містечка. У нього три сини. Олін і Лео — просто хулігани, а молодший — боязкий Гарольд. У нього немає величезних м'язів, але завдяки своїй дотепності він заслуговує поваги батька і завойовує любов чарівної Мері.

## У ролях
- Гарольд Ллойд — Гарольд Гікорі
- Джобіна Ролстон — Мері Пауерс
- Волтер Джеймс — Джим Гікорі
- Лео Вілліс — Лео Гікорі
- Олін Френсіс — Олін Гікорі
- Константин Романофф — Сандоні
- Едді Боланд — «Флеш» Фаррелл
- Френк Леннінг — Сем Гупер

## Цікаві факти
- Льюїс Майлстоун був режисером більшої частини фільму, але через проблеми з порушенням контракту з кіностудією Warner Bros.  був відсторонений від роботи і навіть не був у підсумку згаданий в титрах.
- Фільм досить помітно відрізняється від попередніх «урбаністичних» фільмів Ллойда: «Молодший брат» знімався в сільській місцевості (Глендейл, Бербанк, Альтадена, Острів Святої Каталіни).
- На початку 1990-х років вийшла відреставрована версія фільму, на дві хвилини коротше оригінальною. В наш час вона доступна на DVD.
- Робочою назвою фільму була Гірський день (англ. The Mountain Day).
- Для сцени, в якій Гарольд забирається на дерево, вперше в історії кінематографа був споруджений такий високий підйомник для кінокамери і оператора.
- Ляп: Гарольд знаходиться на покинутому судні, давно, за сюжетом, що стоїть на мілині, але при цьому видно плавно хитний горизонт: корабель явно знаходиться на плаву.